# Episodi di Good Times (quinta stagione)
La quinta stagione della serie televisiva Good Times è stata trasmessa in anteprima negli Stati Uniti d'America dalla CBS tra il 21 settembre 1977 e il 3 aprile 1978.
| nº | Titolo originale                  | Titolo italiano | Prima TV USA      | Prima TV Italia |
| -- | --------------------------------- | --------------- | ----------------- | --------------- |
| 1  | The Evans Get Involved (Part 1)   |                 | 21 settembre 1977 |                 |
| 2  | The Evans Get Involved (Part 2)   |                 | 21 settembre 1977 |                 |
| 3  | The Evans Get Involved (Part 3)   |                 | 28 settembre 1977 |                 |
| 4  | The Evans Get Involved (Part 4)   |                 | 5 ottobre 1977    |                 |
| 5  | Thelma Moves Out                  |                 | 12 ottobre 1977   |                 |
| 6  | Willona, the Fuzz                 |                 | 19 ottobre 1977   |                 |
| 7  | Wheels                            |                 | 2 novembre 1977   |                 |
| 8  | Breaker, Breaker                  |                 | 9 novembre 1977   |                 |
| 9  | Bye, Bye, Bookman                 |                 | 16 novembre 1977  |                 |
| 10 | Thelma's Brief Encounter          |                 | 7 dicembre 1977   |                 |
| 11 | Requiem for a Wino                |                 | 14 dicembre 1977  |                 |
| 12 | Penny's Christmas                 |                 | 21 dicembre 1977  |                 |
| 13 | No More Mr. Nice Guy              |                 | 4 gennaio 1978    |                 |
| 14 | Willona's Mr. Right               |                 | 11 gennaio 1978   |                 |
| 15 | J.J. and the Boss' Daughter       |                 | 18 gennaio 1978   |                 |
| 16 | Where There's Smoke               |                 | 25 gennaio 1978   |                 |
| 17 | I Had a Dream                     |                 | 30 gennaio 1978   |                 |
| 18 | The Boarder                       |                 | 6 febbraio 1978   |                 |
| 19 | J.J.'s Condition                  |                 | 13 febbraio 1978  |                 |
| 20 | Willona, the Other Woman          |                 | 27 febbraio 1978  |                 |
| 21 | Something Old, Something New      |                 | 13 marzo 1978     |                 |
| 22 | Willona's New Job                 |                 | 20 marzo 1978     |                 |
| 23 | Write On, Thelma                  |                 | 27 marzo 1978     |                 |
| 24 | That's Entertainment, Evans Style |                 | 3 aprile 1978     |                 |